# Santa Maria Stella Maris (título cardinalício)
Santa Maria Stella Maris (em latim: Sanctae Mariae Stellae Maris) é um título cardinalício estabelecido pelo Papa Francisco em 7 de dezembro de 2024. A igreja titular deste título é a igreja de Santa Maria Stella Maris em Lido di Ostia.

## Titulares protetores
- László Német, S.V.D. (desde 2024)